# خوان خوسه دل لوس آنخلس
خوان خوسه دل لوس آنخلس (اسپانیایی: Juan José de los Ángeles‎؛ زادهٔ ۲۱ فوریهٔ ۱۹۷۳) دوچرخه‌سوار اهل اسپانیا است. وی در مسابقات تور دو فرانس و جیرو دیتالیا شرکت کرده است.